# Michalovské sedlo
Michalovské sedlo (1403 m n.p.m.) – przełęcz w północnej części Niżnych Tatr na Słowacji.

## Położenie
Przełęcz znajduje się w tzw. Ďumbierskich Tatrach, w bocznym grzbiecie, odgałęziającym się od głównego grzbietu Niżnych Tatr w miejscu zwanym Panská hoľa (1635 m n.p.m.), biegnącym ku północy przez szczyt Rovná hoľa, Svidovské sedlo i Ohnište i rozdzielającym doliny: Bocianską na wschodzie i Jánską na zachodzie. Oddziela ona masyw Ohnišťa na południu od masywu szczytu Slemä na północy.
Leży w Parku Narodowym Niżne Tatry, w granicach rezerwatu przyrody Ohnište.

## Charakterystyka
Przełęcz wytworzona jest w wapieniach i dolomitach środkowego i górnego triasu, budujących również sąsiednie masywy Ohnišťa i Slemena. Ma formę trawiastego siodła, nad którym od północy stromo wznosi się porośnięte świerkowym lasem, częściowo skaliste zbocze Slemena. W kierunku południowym grzbiet nad przełęczą wznosi się łagodniej, pokrywa go niewielka, dawniej wykorzystywana pastersko Zadná poľana.
W kierunku wschodnim spod przełęczy opada Michalova dolina. Wyprowadza nią na siodło ślad dawnej ścieżki. W kierunku zachodnim stok spod przełęczy opada stromo, przechodząc w skalistą, ciasną dolinkę o nazwie Šuštiačka, uchodzącą do Doliny Jańskiej.
Na wschodnich stokach grzbietu, na północny wschód od siodła przełęczy, w odległości ok. 3 minut marszu widoczną ścieżką, znajduje się wydatne źródło (słow. prameň pod Michalovským sedlom) – jedyne w tym rejonie.

## Turystyka
Grzbietem przez przełęcz wiodą zielone znaki szlaku biegnącego od leśniczówki Michalovo w dolinie Bocy przez szczyty Slemä i Ohnište na Kumštové sedlo w głównym grzbiecie Niżnych Tatr. Osobne znaki wiodą do wspomnianego wyżej źródła. Ze względu na położenie w granicach obszaru chronionego i brak wyznakowanej trasy przełęcz nie ma znaczenia jako turystyczne przejście z Michalovej doliny do Doliny Jańskiej.